# Gorgyrella
Gorgyrella is een geslacht van spinnen uit de  familie van de Idiopidae (Valdeurspinnen).

## Soorten
- Gorgyrella hirschhorni (Hewitt, 1919)
- Gorgyrella inermis Tucker, 1917
- Gorgyrella namaquensis Purcell, 1902
- Gorgyrella schreineri Purcell, 1903